# Antilles (paquebot de 1913)
Pour les articles homonymes, voir Antilles (homonymie).
Ne doit pas être confondu avec Antilles (paquebot de 1953).
L'Antilles de 1913 — à ne pas confondre avec l'Antilles de 1953 — est un paquebot de la Compagnie Générale Transatlantique en service de 1913 à 1937.
Ce navire dessert les lignes annexes des Antilles dès sa mise en service avec pour port d'attache Fort-de-France. Il est construit par les Chantiers et Ateliers de l'Atlantique de Penhoët (Saint-Nazaire). D'une longueur de 85 mètres pour 11,6 m de large, doté d'une seule hélice et d'une jauge de 2 073 tonneaux, il est alors dans sa livrée blanche, typique des navires évoluant dans les eaux chaudes. Il sera repeint plus tard en noir.